# Fuerza Aérea Austriaca
La Fuerza Aérea Austriaca (en alemán: Österreichischen Luftstreitkräfte) es la rama aérea de las Fuerzas Armadas de Austria, cuya función es la vigilancia del espacio aéreo de Austria. Fue constituida en mayo de 1955 por las potencias aliadas, y hasta los años 1990 contó con limitaciones armamentísticas que incluían la prohibición de usar misiles aire-aire o aire-tierra.

## Historia

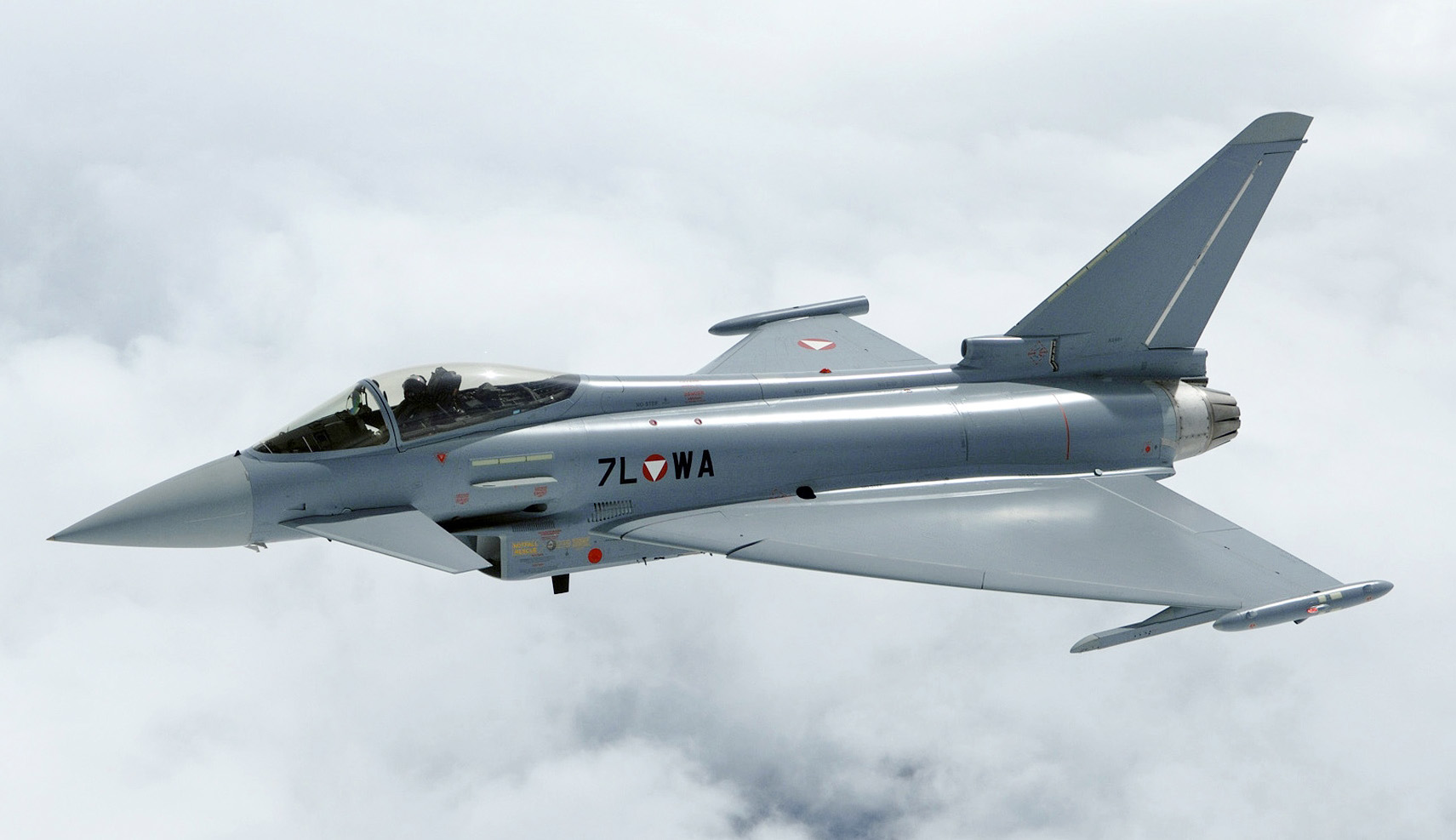
Eurofighter Typhoon de la Fuerza Aérea Austriaca.

Durante los primeros años desde su constitución en mayo de 1955, el entrenamiento de los pilotos de la Fuerza Aérea Austriaca se realizaba en aviones Yakovlev Yak-11 y Yak-18 donados por la Unión Soviética. Posteriormente comenzó a adquirir aviones a los Estados Unidos por un bajo coste gracias al Programa de Asistencia Militar (MAP, Military Assistance Program), gracias al cual se adquirieron distintos modelos, además de contar con cinco Fiat G-46 regalados por Italia. Entre 1958 y 1960, Austria adquirió 62 aviones con el sistema MAP, pero ninguno era caza.
En 1985 Austria adquirió 24 Saab 35 Draken reacondicionados, además de algunos entrenadores Saab 105. Los Draken protegieron la frontera sur de Austria en 1991 durante las guerras yugoslavas, cuando cazas yugoslavos cruzaron la frontera sin permiso.
Tras la avalancha de Gältur en 1999 se vio que los helicópteros de la Fuerza Aérea eran escasos, por lo que se adquirieron UH-60 Black Hawk para transporte en caso de desastres.
En 2003 la capacidad de transporte ganó un gran incremento al adquirirse tres aviones Lockheed C-130 Hércules, como parte de los requerimientos de los compromisos adquiridos en las acciones de pacificación de las Naciones Unidas.
Actualmente los Saab Draken están siendo sustituidos por Eurofighter Typhoon, aunque hasta la llegada de todos los Eurofighter y debido a la baja de los Draken, Austria mantiene alquilados algunos Northrop F-5 Freedom Fighter a Suiza.

## Aeronaves y equipamiento
La Fuerza Aérea de Austria cuenta con las siguientes unidades:
| Aeronave                   | Origen                                | Tipo                   | Versiones    | En servicio | Notas                                                             |  |
| Aviones                    | Aviones                               | Aviones                | Aviones      | Aviones     | Aviones                                                           |  |
| -------------------------- | ------------------------------------- | ---------------------- | ------------ | ----------- | ----------------------------------------------------------------- |  |
| Eurofighter Typhoon        | Italia, Reino Unido, España, Alemania | Avión de caza          | EF2000       | 15          | Inicialmente pedidas 24 unidades, pasando a 18 y finalmente a 15. |  |
| Saab 105                   | Suecia                                | Avión de entrenamiento | 105Oe        | 28          | probable reemplazo por 12 M-346 y 6 drones                        |  |
| Pilatus PC-7 Turbo Trainer | Suiza                                 | Avión de entrenamiento | PC-7         | 16          |                                                                   |  |
| Pilatus PC-6               | Suiza                                 | Avión de transporte    | PC-6         | 12          | Originalmente fueron 14 unidades.                                 |  |
| Lockheed C-130 Hercules    | Estados Unidos                        | Avión de transporte    | C.Mk 1P      | 3           | Anteriormente pertenecieron a la Royal Air Force británica.       |  |
| Embraer C-390 Millennium   | Brasil                                | Avión de transporte    | C-390        | 4           | a partir de 2027 para sustituir al Hércules                       |  |
| Helicópteros               |                                       |                        |              |             |                                                                   |  |
| Aérospatiale Alouette III  | Francia                               | Helicóptero utilitario | SA-316B      | 24          | Originalmente fueron 27 unidades.                                 |  |
| Bell OH-58 Kiowa           | Estados Unidos                        | Helicóptero utilitario | OH-58B Kiowa | 11          | Originalmente fueron 12 unidades.                                 |  |
| Bell 212                   | Estados Unidos                        | Helicóptero utilitario | 212          | 24          | Originalmente fueron 26 unidades.                                 |  |
| Sikorsky UH-60 Black Hawk  | Estados Unidos                        | Helicóptero utilitario | UH-60        | 9           | 12 Black Hawks adicionales encargados                             |  |
| Leonardo AW169M            | Italia                                | Helicóptero utilitario | AW169M       | 36          | 12 AW-169 B y 24 AW-169 MA                                        |  |

## Galería de imágenes

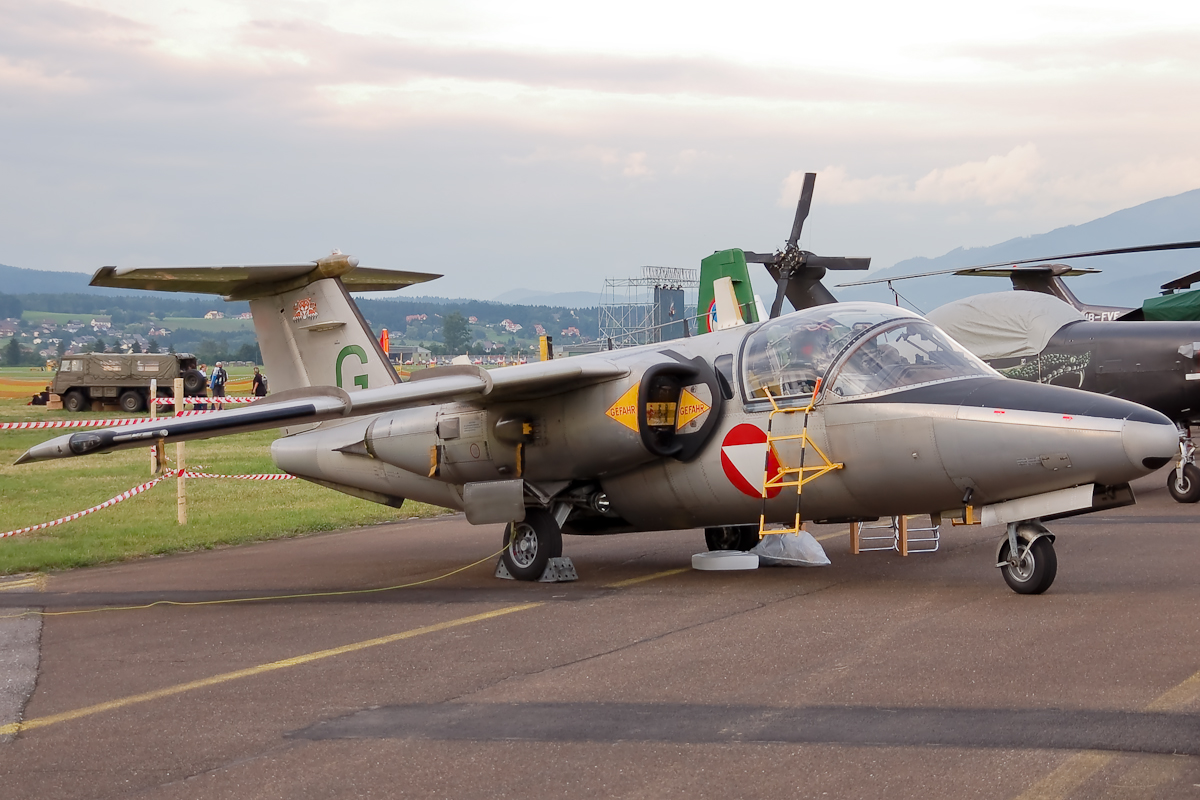
Saab 105.
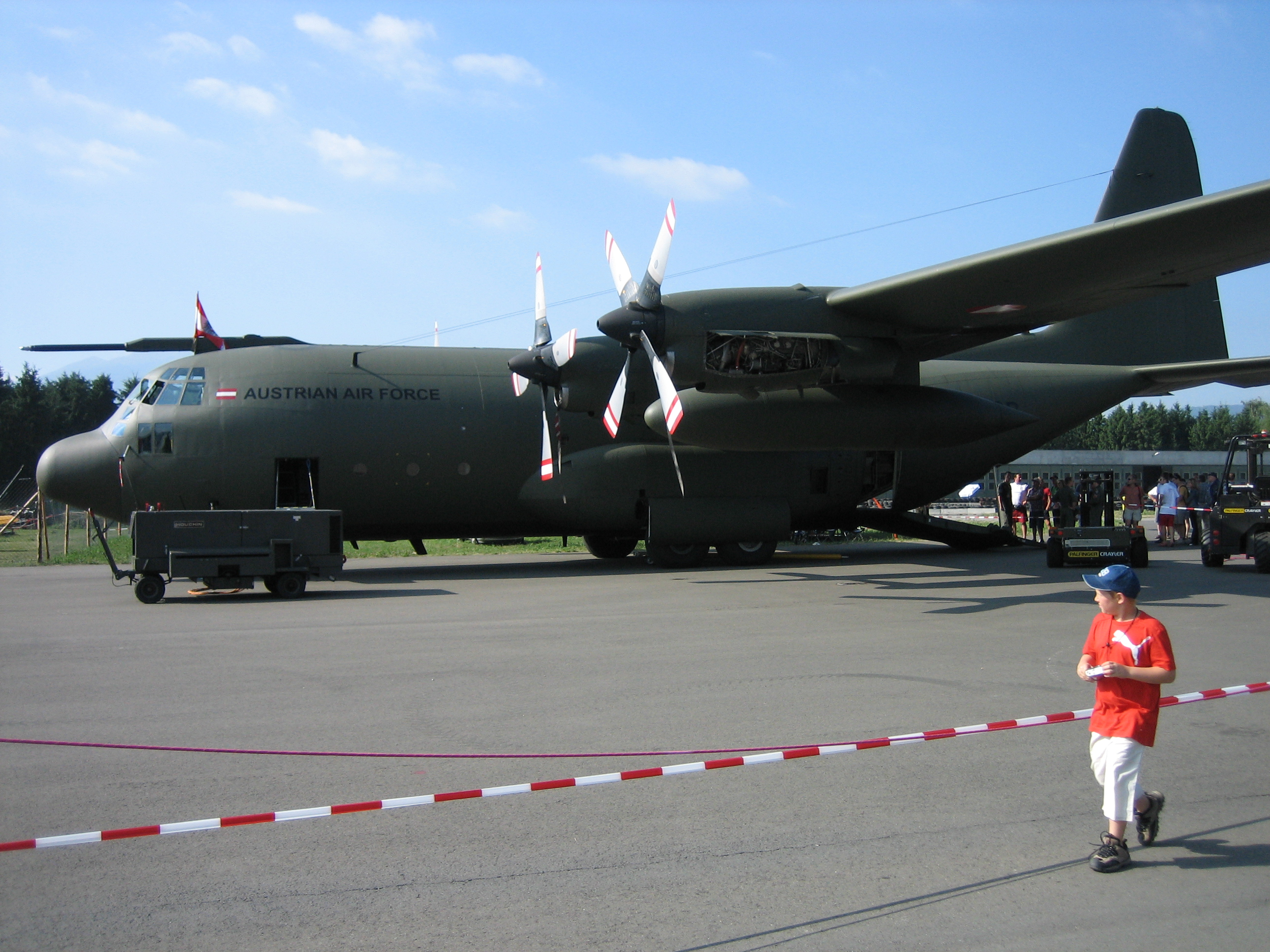
Lockheed C-130 Hercules.
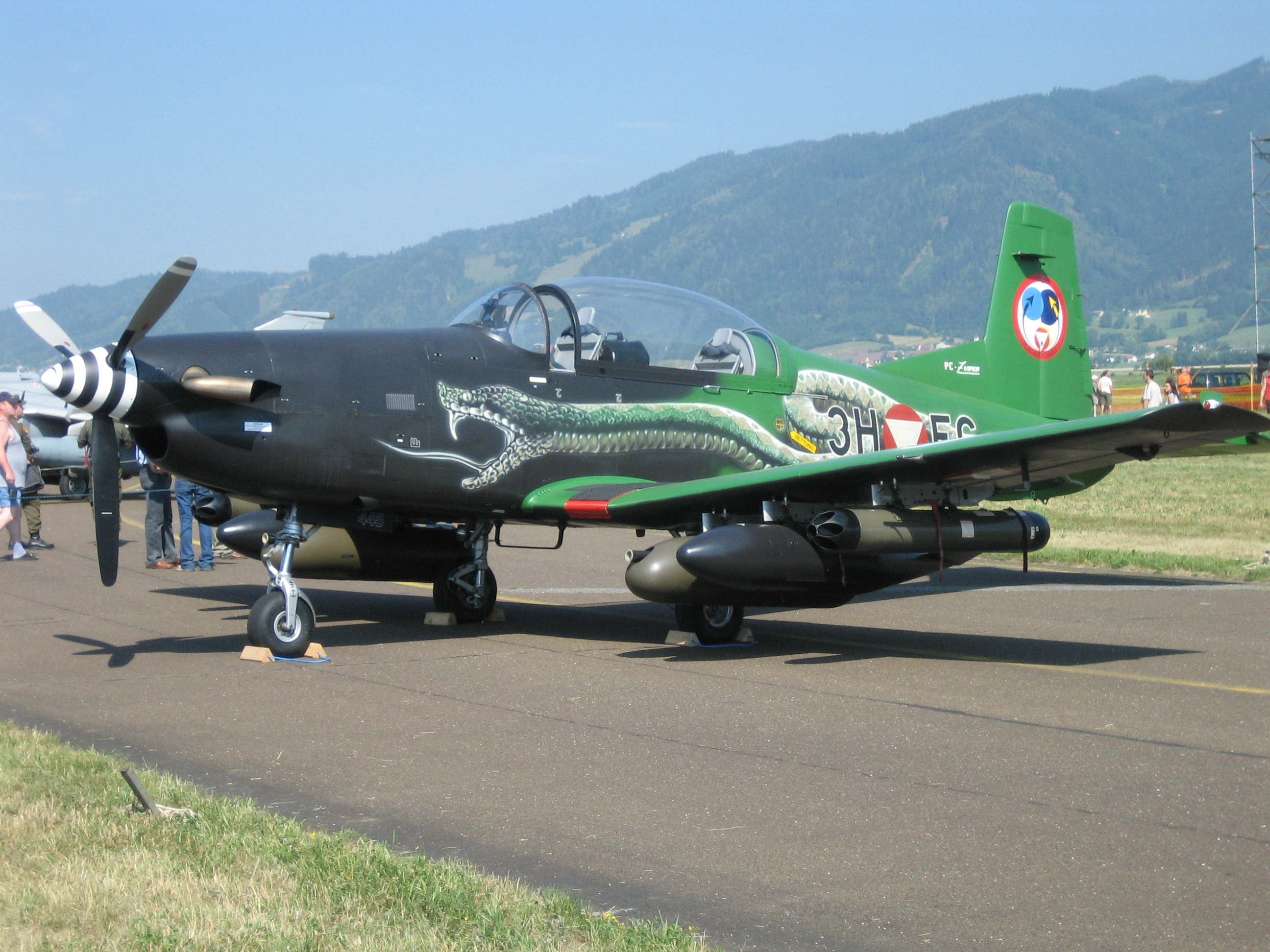
Pilatus PC-7.